# Diagram stelacije
Diagram stelacije (tudi vzorec stelacije) je v geometriji ravninski dvorazsežni diagram stranske ploskve poliedra, ki kaže premice, kje se druga stranska ploskev seka z njo. Premice dvorazsežni prostor razdelijo na področja. Področja, ki se ne sekajo s kakšnimi naslednjimi premicami, se imenujejo osnovna področja. Običajno se neskončna področja izključi iz diagrama vzdolž poljubnega neskončnega dela premic. Vsako osnovno področje predstavlja zgornjo stransko ploskev ene celice in spodnjo stransko ploskev druge. 
Skupina teh diagramov, po eden za vsako vrsto stranske ploskve, se lahko uporabi za prikaz poljubne stelacije poliedra s pomočjo osenčenja področij, ki se pojavljajo v tej stelaciji.
Diagram stelacije obstaja za vsako stransko ploskev poliedra. Kadar ima polieder prehodne stranske ploskve, se lahko uporabi simetrija tako, da imajo vse stranske ploskve enako osenčenje. Polpravilni poliedri kot so arhimedska telesa bodo imeli različne diagrame stelacije za različne vrste stranskih ploskev.       